# Ondřej Zapoměl
Ondřej Zapoměl (* 24. července 1980), chybně uváděný jako Ondřej Zapomněl, je český podnikatel a bývalý prvoligový fotbalový záložník.
Od srpna 2016 je členem výboru Tělocvičné jednoty Sokol Křimice. Od stejného roku je také předsedou fotbalového oddílu TJ Sokol Křimice.

## Hráčská kariéra
Od žákovského věku byl hráčem Škody/Viktorie Plzeň, v jejímž dresu také debutoval v domácí nejvyšší soutěži a vstřelil všechny své čtyři prvoligové góly. Poslední dva starty v I. lize si připsal během hostování v Bohemians Praha. Ve II. lize nastupoval za Českou Lípu a Plzeň. Na jaře 2004 a v ročníku 2004/05 hrál v ČFL za klub SK Buldoci Karlovy Vary-Dvory. V sezoně 2006/07 hostoval v Sokolu Křimice a po jejím skončení do tohoto klubu přestoupil.

### Ligová bilance
| Ročník                 | Zápasy | Góly | Minuty | Klub                          |
| ---------------------- | ------ | ---- | ------ | ----------------------------- |
| I. liga 1998/99        | 1      | 0    | 19     | FC Viktoria Plzeň             |
| II. liga 1998/99       | 10     | 0    | –      | 1. FC Česká Lípa              |
| II. liga 1999/00       | 4      | 0    | –      | FC Viktoria Plzeň             |
| I. liga 2000/01        | 18     | 4    | 1 190  | FC Viktoria Plzeň             |
| II. liga 2001/02       | 12     | 1    | –      | FC Viktoria Plzeň             |
| I. liga 2001/02        | 2      | 0    | 10     | CU Bohemians Praha            |
| II. liga 2002/03       | 18     | 2    | –      | FC Viktoria Plzeň             |
| ČFL 2003/04            | –      | 4    | –      | SK Buldoci Karlovy Vary-Dvory |
| ČFL 2004/05            | –      | 1    | –      | SK Buldoci Karlovy Vary-Dvory |
| CELKEM I. LIGA         | 21     | 4    | 1 219  |                               |
| CELKEM II. LIGA        | 54     | 3    | –      |                               |
| CELKEM ČFL – III. LIGA | –      | 5    | –      |                               |